# خوان رودريغيز
خوان رودريغيز (بالإسبانية: Juan Rodríguez)‏ (16 يناير 1944 سانتياغو تشيلي - ) هو لاعب كرة قدم تشيلي يلعب كمدافع، شارك في كأس العالم لكرة القدم 1974.

## روابط خارجية
- خوان رودريغيز على موقع الاتحاد الدولي (مؤرشف)  (الإنجليزية)
- خوان رودريغيز على موقع قاعدة بيانات كرة القدم.إي يو (الإنجليزية)
- خوان رودريغيز على موقع ناشيونال فوتبول تيمز (الإنجليزية)
- خوان رودريغيز على موقع عالم كرة القدم.نت (الإنجليزية)